# Roman Szczawiński
Roman Szczawiński (ur. 14 marca 1885 w miejscowości Bzin, zm. w październiku 1942 w Auschwitz) – polski prawnik, adwokat, działacz lokalny, polityk Polskiej Partii Socjalistycznej.
W latach 1896-1904 uczył się w gimnazjum rządowym w Kielcach.
Członek Centralnego Komitetu Narodowego w Warszawie (XI 1916 - II 1917).
Po wyborach lokalnych, które odbyły się 27 maja 1934 na podstawie ustawy o częściowej zmianie ustroju samorządu terytorialnego, został prezydentem Radomia i pełnił tę funkcję w latach 1934–1938.